# Lygia Kraag-Keteldijk

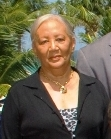
Lygia Kraag-Keteldijk

Lygia Louise Irene Kraag-Keteldijk (* 18. Juni 1941 in Paramaribo) ist eine Politikerin aus Suriname.

## Biografie
Nach dem Erwerb ihrer Hochschulzulassung (Algemene Middelbare School) 1959 studierte sie Nicht-Westliche Soziologie an der Universität Utrecht, das sie 1967 mit einem Diplom abschloss. Nach einer Einarbeitungszeit war sie anschließend von 1969 bis 1977 Mitarbeiterin des Niederländischen Instituts für soziale Strukturen (Nederlands Instituut voor Maatschappelijke Opbouw) in ’s-Hertogenbosch.
Nach ihrer Rückkehr nach Suriname war sie zunächst Mitarbeiterin für Rückführungspolitik im Justizministerium und dann von 1979 bis 1981 im Arbeitsministerium. Zwischen 1981 und 1986 war sie Mitarbeiterin für die Rückführungspolitik von Minderheiten im Ministerium für soziale Angelegenheiten und Beschäftigung der Niederlande. 1986 kehrte sie erneut nach Suriname zurück und wurde wiederum Mitarbeiterin im Arbeitsministerium.
1986 begann sie auch ihre politische Laufbahn. Als Mitglied der Nationalen Partei Surinams (Nationale Partij Suriname) unter dem Vorsitzenden Henck A. E. Arron wurde sie Mitarbeiterin des kurz zuvor gegründeten Johan-Adolf-Pengel-Instituts (JAPIN), des wissenschaftlichen Instituts der NPS. 1993 wechselte sie dann als Mitarbeiterin ins Innenministerium.
2001 wurde sie Politische Direktorin des Präsidialamtes und damit enge Mitarbeiterin von Präsident Ronald Venetiaan, der auch neuer Vorsitzender der NPS war.
Am 1. September 2005 ernannte sie der wiedergewählte Präsident Venetiaan zur Ministerin für Auswärtige Angelegenheiten und damit zur Nachfolgerin von Maria E. Levens, der ersten Außenministerin Surinames. Unmittelbar davor hatte sie auch ihre niederländische Staatsangehörigkeit aufgegeben, da eine doppelte Staatsbürgerschaft für Kabinettsmitglieder nicht zulässig war. Dies führte bereits in der Vergangenheit zu Unstimmigkeiten bei Rabin Parmessar, dem unterlegenen Kandidaten der Nationaldemokratischen Partei (Nationale Democratische Partij) bei der Präsidentschaftswahl 2005, sowie dem früheren Minister für Soziale Angelegenheiten und Wohnungsbau, Paul Somohardjo.
Als Außenministerin hielt sie auf der 62. Generalversammlung der Vereinten Nationen in New York im Oktober 2007 eine Rede zum Klimawandel. Wenige Monate zuvor kündigte sie im März 2007 an, dass die Regierung den Bau eines Atomkraftwerks bei Groot-Chatillon am Fluss Suriname prüfe.
Im August 2008 erklärte sie, dass Suriname noch keine weitergehende politische Union mit anderen Mitgliedern der CARICOM wie Trinidad und Tobago beabsichtige.